# Троянова, Агния Ефимовна
Троянова Агния Ефимовна (21 марта 1907 года, д. Медведевка, Новоропская вол., Новозыбковский уезд, Черниговская губ., Российская империя — 5 ноября 1986 года, пос. Южно-Морской, Приморский край, СССР) — работник рыбной промышленности, старший мастер консервного завода рыбокомбината «Тафуин», Герой Социалистического Труда. Член КПСС с 1946 года.

## Биография
Родилась 21 марта 1907 года в деревне Медведовка Черниговской губернии в крестьянской семье. После смерти отца, вместе с матерью в 1914 году переехала жить в деревню Душкино Приморского края. С девяти лет работала по найму у зажиточных крестьян. Спустя год устроилась наклейщицей этикеток на консервный завод князя Н. Н. Шаховского в Тафуине. Окончила 5-летнюю местную школу.
В 1924 году, получив направление от Душкинского комитета бедноты, устроилась работать на рыбоконсервный завод. Спустя 3 года, 21 марта 1927 года, была назначена бригадиром. Через некоторое время была переведена на должность укладчицы в цех обработки, где в 1929 году вновь получила должность бригадира. В 1930 году закончила курсы мастеров «Дальрыбтреста» и спустя год в марте 1931 года стала помощником мастера. В июне 1932 года — получила должность мастера цеха. Во время Великой Отечественной войны в 1943 году на Всесоюзном совещании рыбаков в Москве была награждена медалью «За трудовую доблесть». С 1949 года — старший мастер. В 1950 году — награждена орденом Ленина.
2 марта 1957 года Указом Президиума Верховного Совета СССР за выдающиеся достижения в развитии рыбного промысла, высокие показатели добычи рыбы, китов и крабов, а также увеличения выпуска рыбной продукции ей было присвоено звание Героя Социалистического Труда с вручением ордена Ленина и золотой медали «Серп и Молот».
Вышла на пенсию в марте 1963 года. Жила в поселке Южно-Морской. Умерла 5 ноября 1986 года. Похоронена на местном кладбище.

## Награды
- Орден Ленина — дважды (1950 г., 1957 г.)
- Медаль «За трудовую доблесть» (1943 г.)

## Память
- Именем Анны Трояновой в 1989 году назван средний рыболовный траулер «Анна Троянова»
- В поселке Южно-Морской на доме по улице Северная, где прожила Анна Троянова в 2012 году установлена мемориальная доска[4].